# Distretto di Shenkeng
Il distretto di Shenkeng (深坑區S, Shēnkēng QūP) è un distretto della municipalità di Nuova Taipei, situata a Taiwan.